# Esercizio di stile

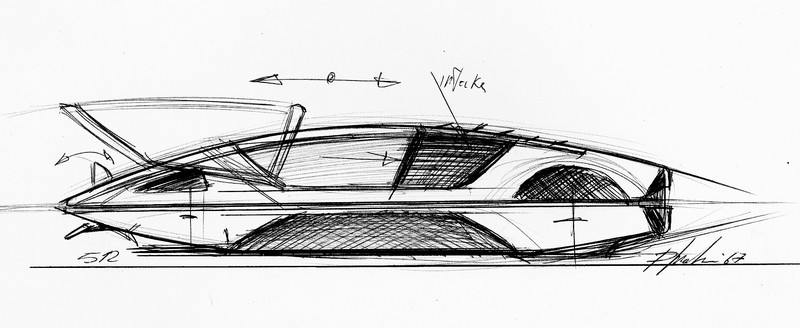
Schizzo iniziale di Paolo Martin per lo studio stilistico della futura Ferrari 512 S Pininfarina Modulo (1967).

Nel settore del disegno industriale, per esercizio di stile si intende un concept progettuale mirato allo scopo di proporre e successivamente analizzare una o più soluzioni stilistiche, le quali anticiperanno o ispireranno progetti futuri o mirano a informare l'orientamento stilistico che si sta adottando.

## Tipi di esercizio di stile
Gli esercizi di stile sono molto frequenti durante le fasi pre-progettuali di un elaborato tecnico o grafico e consistono prevalentemente in proposte stilistiche dalle quali poi si arriverà alla forma finale del progetto voluto. Esistono anche però esercizi stilistici in fase quasi definitiva dell'analisi estetica, queste prevalentemente vengono eseguite allo scopo di presentare ad un pubblico (che può essere il target di mercato del futuro prodotto o dell'azienda) o al committente (colui che finanzia e metterà in produzione il progetto) allo scopo di dare un'idea del percorso stilistico che si sta adottando e di come sarà il progetto finale o la nuova linea di prodotti progettati.
Ci sono varie modalità per presentare una resa stilistica, su diversi supporti, a seconda dell'uso che se ne deve fare e al contesto dove viene presentata. Fra le varie modalità si possono citare i rendering grafici in formati digitali, sia tridimensionali che bidimensionali, rendering cartacei con diverse tecniche di disegno e colorazioni e rendering misti, fra i più usati in campo automobilistico che prevedono un precedente intervento su carta e un proseguimento del lavoro al computer sul materiale scansionato.
In campo automobilistico gli esercizi di stile più diffusi sono, in fase avviata del progetto, sono le maquette, ovvero dei modelli non marcianti di vetture (spesso pieni, realizzati in materiali sintetici modellati a mano o con frese, e poi rivestiti di pellicole aderenti o adesive che fanno un effetto vernice) oppure modelli semi funzionanti, (realizzati in materiali molto vicini all'elaborato finale che mostrano già magari interventi di rivestimento o movimenti meccanici dell'automobile). Nel caso l'esercizio di stile sia costituito da un modello funzionante, si tratta di una fase più evoluta del progetto e si inizia già a parlare di prototipo, che, fra i vari concetti che si vogliono esporre (sicurezza, meccanica, motorizzazioni, ecologia, comportamenti meccanici/ingegneristici) è inclusa una ricerca di stile.